# HSD3B2
La HSD3B1 es un gen humano que codifica para una 3β-hidroxiesteroide deshidrogenasa/Δ-5-4 isomerasa tipo II o una hidroxi-Δ-5-esteroide deshidrogenasa, 3β- y esteroide Δ-isomerasa 2. Se manifiesta principalmente en tejidos esteroidogénicos y es esencial para producción de hormonas esteroides. Una excepción destacada es la placenta donde la HSD3B1 es crítica para la producción de progesterona por este tejido.
Mutaciones en este gen (HSD3B1) resulta en la condición hiperplasia suprarrenal congénita debido a deficiencia de 3beta-hidroxiesteroide deshidrogenasa.